# Regió muntanyenca Celtibèrica

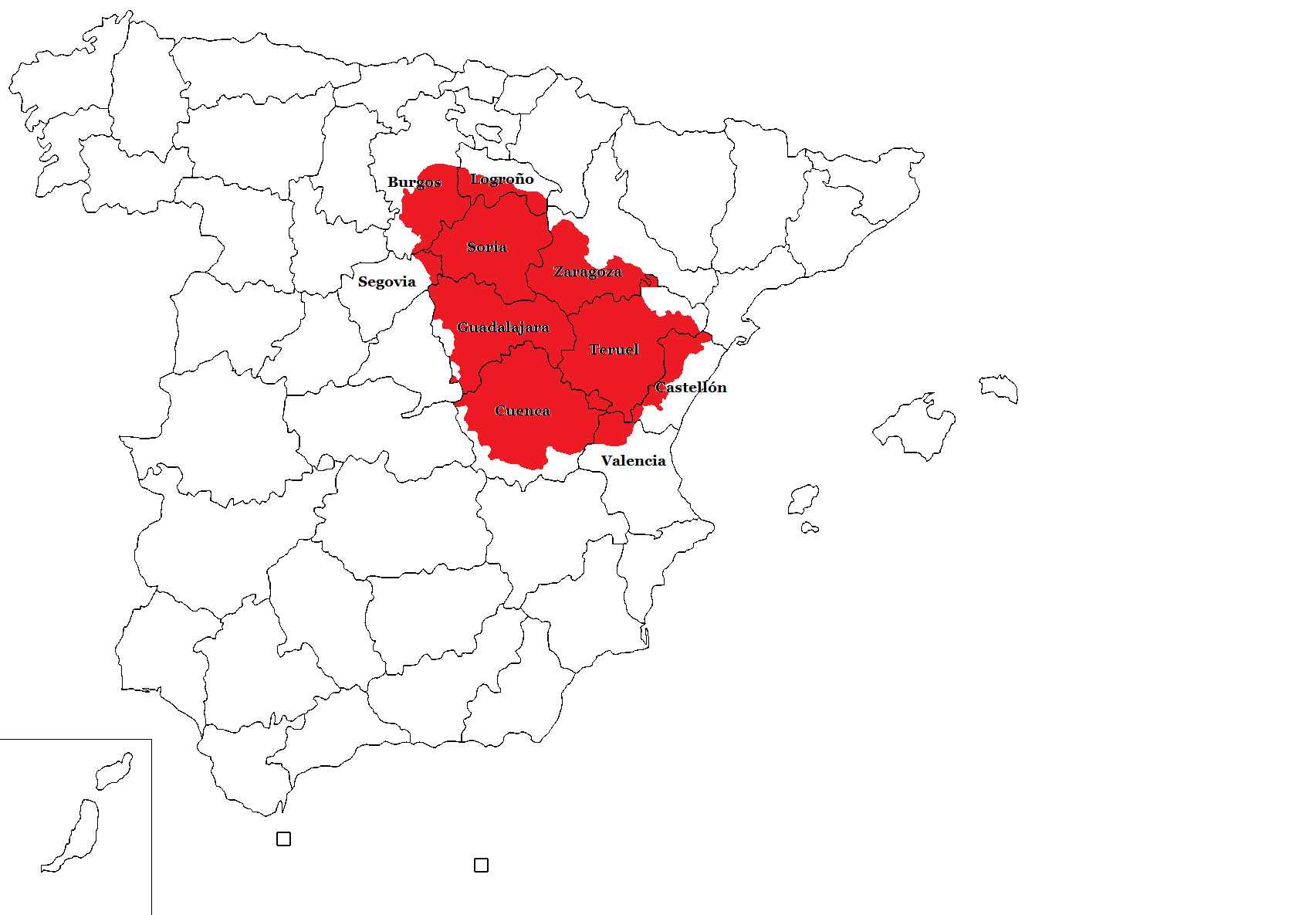
Acolorit en vermell, la Regió muntanyenca Celtibèrica

Regió muntanyenca Celtibèrica (en castellà Serranía celtibérica) és el nom donat a un territori d'Espanya que abasta municipis repartits entre deu províncies de cinc comunitats autònomes, que es correspon a grans trets amb el sistema Ibèric i àrees adjacents. Rep la seva denominació dels celtibers, poble preromà que va habitar la zona en l'antiguitat. A causa de la seva escassa densitat de població, també se l'anomena Lapònia del Sud o Lapònia espanyola.

## Geografia
La Regió muntanyenca Celtibèrica abasta una superfície de 65.489 km² on es troben 1.311 municipis repartits entre les províncies de Terol i Saragossa a Aragó, Conca i Guadalajara a Castella-la Manxa, Burgos, Segòvia i Sòria a Castella i Lleó, Castelló i València a la Comunitat Valenciana i La Rioja. Es tracta d'una regió interior, sense sortida a la mar, travessada pel sistema Ibèric, fet que provoca que bona part dels municipis siguin declarats com a zona muntanyenca segons els criteris de la Unió Europea.
L'escarpada orografia, l'elevada altitud mitjana o la dispersió dels nuclis de població són alguns dels factors que expliquen l'escàs desenvolupament en les infraestructures de comunicacions.

## Demografia
En tot aquest territori, més del 76% de les localitats disten més de 45 minuts amb cotxe de la ciutat més pròxima, el 40% dels municipis superen en mitjana d'edat els 50 anys i la densitat de població mitjana és de 7,98 habitants per km². D'aquí ve la denominació de Lapònia del Sud, ja que amb la tendència actual en pocs anys la densitat de població serà inferior a la de Lapònia. De fet, existeixen zones, com els Montes Universales (entre Terol i Conca), on la densitat és encara inferior, arribant als 0,98 habitants per km².
En total hi ha 503.566 habitants censats i tan sols quatre localitats superen els 20.000 habitants, Conca, Sòria, Terol i Calataiud, que contrasten amb les grans àrees metropolitanes situades en un radi de 100 quilòmetres al voltant de les vores de la regió muntanyenca com Madrid, València, Saragossa, Bilbao o Valladolid.
La seva baixa densitat de població és únicament comparable a Europa amb Lapònia o les Terres Altes d'Escòcia, encara que a diferència d'aquestes dues regions, la Regió muntanyenca Celtibèrica no compta amb una divisió administrativa pròpia, sinó que inclou parcialment territoris de diferents regions comunitàries, comunitats autònomes i províncies, la qual cosa dificulta la recepció de fons europeus atorgats segons tots els nivells de classificació NUTS.